# 伊予長濱站
伊予長濱站（日语：／ Iyo-nagahama eki */?）是位在日本愛媛縣大洲市、隸屬於四國旅客鐵道（JR四國）的鐵路車站。車站編號為S12。是過往特急及急行列車的停車站，但自從予讚線新線開通後，特急列車不再行經舊線區域，只剩下普通列車停靠。2014年7月26日，觀光列車「伊予灘物語」開始行駛，最初安排逢周末及假日，均安排所有班次停靠本站，但這個安排卻只維持了半年，自2015年4月4日起，因應重新調配班次及開車時間，觀光列車不再停靠本站。從車站起約2分鐘步行距離可到達長濱港，可乘坐渡輪至12公里外的青島 (愛媛縣)—一個以「貓口」比人口還多而著名的小島。
開站時站名稱為「長濱町站」，1933年10月1日隨愛媛鐵道收歸日本國鐵而改稱「伊予長濱」，要加上「伊予」的名字是因為國鐵已在滋賀縣的北陸本線設有長濱站。1935年，予讚線由下灘站伸延至本站，自此起將高松、松山及宇和島連接起來。同時為配合列車運行，須將原愛媛鐵道路段的路軌更改至1067mm，而原來的車站位置令弧度過大，不能接駁，所以遂將車站晌東移至現址，沿用至今。

## 車站結構

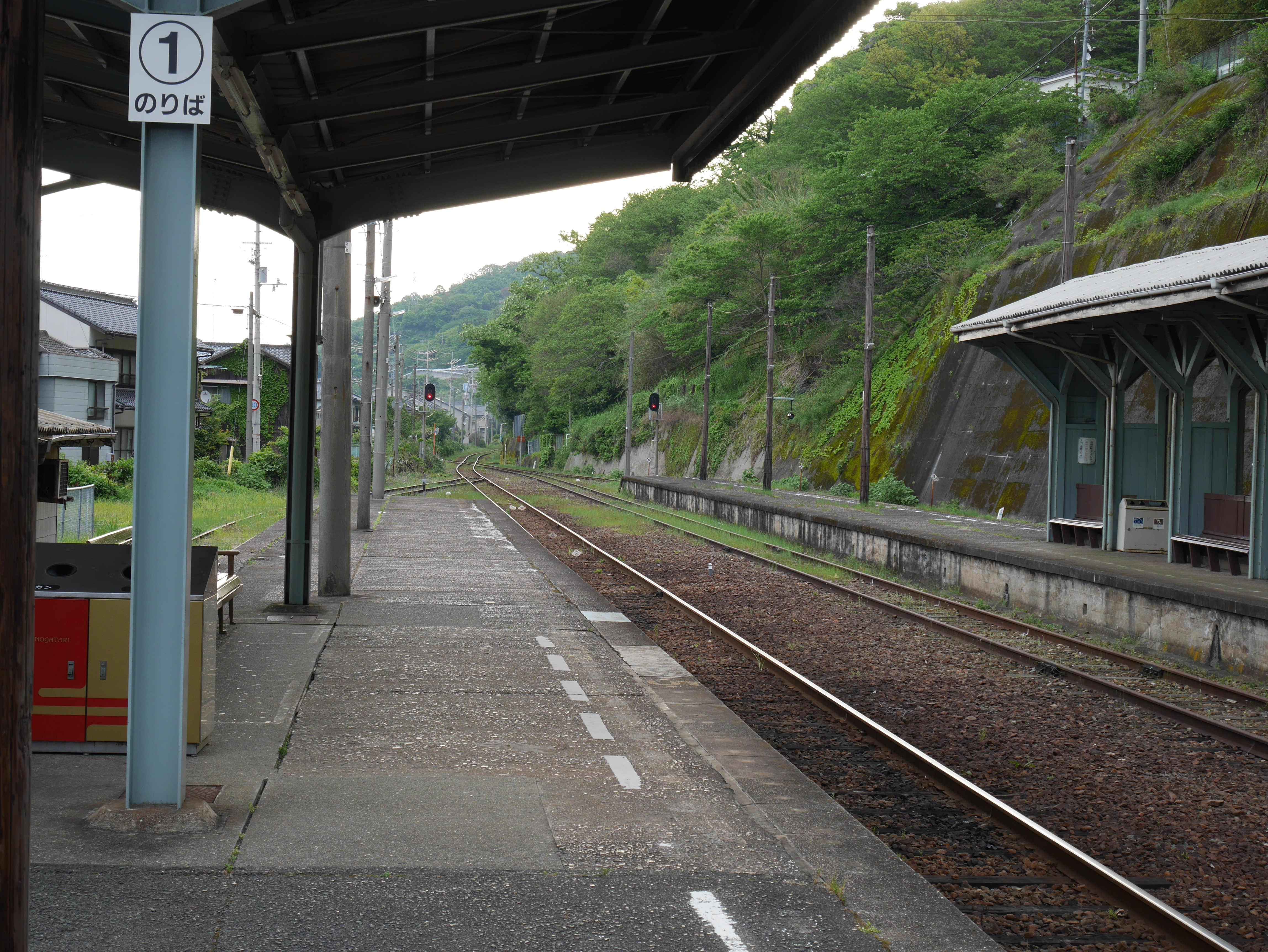
1號月台（2015年5月）

現時使用的站房為遷站起一直服務至今，為單層木製建築物，屬於一般規模，中間為玄關及改札口，左邊為原售票處、驗票窗口、自動售票機及設有服務櫃位的站務室，2010年無人化後，所有房間都一直空置中；右邊為面積頗大的候車大堂，設有多張座椅供旅客使用，洗手間則位於站舍外右邊的獨立建築物，可分別供站內及站外人士使用。
至於原愛媛鐵道車站，則座落於國道378號與愛媛縣道24號交界，建築物已不再存在，現址現時為油站1座。
設有側式月台及島式月台各1個，共提供2線3面的配置，但現時2號月台並不使用，島式月台的有效長度為5輛，而側式月台的有效長度則為4輛。1號軌為主線道；2、3號軌則為側線路軌。另外1號月台末端向喜多灘方向設有原貨物列車停靠的側軌及貨物月台。
因站舍的水平位比月台為低，通過改札口後，要沿梯級或斜道才可到達1號月台。月台之間以平交道相連，但因為出入口及平交道都設於車站內，部份月台邊沿被開鑿為上落用梯級，其中1號月台的梯級位處中央，把月台分成2部份。向喜多灘一方只有2輛長度、而往伊予出石方向則連2輛也不足，因此每天06:31往松山的3輛編成普通列車，要改於3號月台上車，亦成為了上行線唯一一班列車使用3號月台上落客；而島式月台因為上落樓梯位設於向伊予出石方向的最末1節中，對列車並未有做成影響。
各月台上均設有有蓋候車亭及座椅，其中島式月台的候車亭長度超過1輛車廂長度，而側式月台的上蓋則能覆蓋至改札口。

### 月台配置
| 月台 | 路線                    | 方向     | 目的地                       |          |
| ---- | ----------------------- | -------- | ---------------------------- | -------- |
| 1、3 | ■予讚線（愛之伊予灘線） | 上行     | 伊予市、松山方向             |          |
| 1、3 | ■予讚線（愛之伊予灘線） | 下行     | 伊予大洲、八幡濱、宇和島方向 |          |
| 2    | （停用）                | （停用） | （停用）                     | （停用） |

## 歷史
- 1918年2月14日：隨愛媛鐵道本站～大洲站（即現時伊予大洲站）開業而啟用，最初定名為「長濱町站」。
- 1933年10月1日：愛媛鐵道國有化，改為國鐵屬下車站，並改名為「伊予長濱站」[8]。
- 1935年10月6日：下灘站至本站開通，車站遷移至現址，改軌道間距，並改編入予讚本線。
- 1986年3月3日：予讚線新線開通，特急列車改經內子線及新線而不再停靠本站。
- 1987年4月1日：日本國鐵分割民營化，車站的營運由JR四國繼承。
- 2010年10月1日：因業務精簡關係，降為無人站[9][10]，至此舊線全線除業務委託站，所有分站皆無人化。
- 2014年7月26日：觀光列車「伊予灘物語」開始營運，本站為停車站。
- 2015年4月4日：觀光列車「伊予灘物語」不再停靠本站，回復至只停普通列車。

## 相鄰車站
四國旅客鐵道（JR四國）
■予讚線（愛之伊予灘線）
喜多灘（S11）－伊予長濱（S12）－伊予出石（S13）